# Огњен Јарамаз
Огњен Јарамаз (Крушевац, 1. септембар 1995) српски је кошаркаш. Игра на позицијама плејмејкера и бека, а тренутно наступа за Басконију. Његов старији брат Немања такође се бави кошарком.

## Клупска каријера
Као ученик основне школе „Јован Поповић”, Јарамаз је кошарком почео да се бави са седам година у ОКК Јуниор, где га је тренирао наставник физичког васпитања, Бошко Вранеш. Године 2006. придружио се млађим категоријама Партизана. Почетак сениорске каријере означило је приступање Мега Визури у сезони 2012/13, али током ње није имао значајнију минутажу. Уследила је позајмица Смедереву 1953 током првог дела Кошаркашке лиге Србије 2013/14. где је имао запажену улогу и био најбољи стрелац те фазе такмичења, а пред почетак Суперлиге Србије 2014. вратио се у Мега Визуру. У сезони 2014/15. бележио је око 5 поена по мечу у АБА лиги да би од наредне 2015/16. сезоне просек порастао на 11 поена по мечу у истом такмичењу, а сличан учинак је имао и у сезони 2016/17. Учествовао је у највећем клупском успеху Меге када је освојен Куп Радивоја Кораћа 2016. године.
На НБА драфту 2017. године одабран је као 58. пика од стране Њујорк никса за које је играо летњу лигу. Међутим, тада су почели здравствени проблеми. Њујорк га је послао у болницу где му је дијагностикована плућна емболија због које је био ван кошарке неколико месеци. Тек што је почетком 2018. године опет заиграо за Мегу и почео да се враћа у форму, уследио је лом шаке због којег је морао на нову паузу. Вратио се тек у финишу домаће Суперлиге после чега је напустио Мегу. У јуну 2018. потписао је двогодишњи уговор са шпанским Сан Пабло Бургосом. Дана 12. фебруара 2019. године Јарамаз долази у Партизан као позајмљени играч до краја такмичарске сезоне 2018/19. У јулу 2019. раскинуо је уговор са Бургосом, а наредног месеца се прикључио припремама Партизана за нову 2019/20. сезону. Са Партизаном је освојио један Суперкуп Јадранске лиге (2019) и два Купа Радивоја Кораћа (2019, 2020). По истеку уговора, на крају сезоне 2020/21, Јарамаз је напустио Партизан. Почетком јула 2021. године потписао је трогодишњи уговор са Бајерн Минхеном. Са Бајерном је освојио Куп Немачке у сезони 2022/23.
У јулу 2023. године поново се вратио у Партизан потписавши уговор на две године. Након једне сезоне је споразумно раскинуо уговор са Партизаном.

## Репрезентација
Са репрезентацијом Србије освојио је бронзану медаљу на Европском првенству до 20 година 2014. године. За сениорску репрезентацију Србије дебитовао је код селектора Александра Ђорђевића у квалификацијама за Светско првенство 2019. у Кини. За национални тим наступао је на Европском првенству 2022. године.

## Успеси

### Клупски
- Мега Лекс:
  - Куп Радивоја Кораћа (1): 2016.
- Партизан:
  - Суперкуп Јадранске лиге (1): 2019.
  - Куп Радивоја Кораћа (2): 2019, 2020.

- Бајерн Минхен:
  - Куп Немачке (1): 2022/23.

### Појединачни
- Најкориснији играч финала Купа Радивоја Кораћа : 2020.[14]

### Репрезентативни
- Европско првенство до 20 година:  2014.
- Европско првенство до 20 година:  2015.